# ميغيل ألفاريز كاسترو
ميغيل ألفاريز كاسترو (بالإسبانية: Miguel Álvarez Castro)‏ هو شاعر وسياسي مكسيكي وسلفادوري، ولد في 1795 في إدارة سان ميغيل في السلفادور، وتوفي في 1855.